# Kolaboui
Kolaboui est une ville et une sous-préfecture de la préfecture de Boké, dans la région de Boké en Guinée. En 2014, il comptait 57 251 habitants.

## Population
En 2016, la localité comptait 61 434 habitants.

## Éducation
Avec un nombre important d'enfants et adolescents en âge d’aller à l’école, la sous-préfecture de Kolaboui représente un défi pour les acteurs du système éducatif de la république de Guinée. Il existe une dizaine de structures éducatives (privées, publiques) dans la commune rurale, les plus connus étant , Elhadj lamina kallisa , école primaire de kolaboui centre, Complexe scolaire privé (la belle mère), complexe scolaire privé Thierno monenmbo, complexe scolaire hadja salematou vah, école primaire de tassara, école primaire de dabankou, école primaire de kareki, école primaire de sateneya, école primaire de kanfarande, école primaire de fode conteyah, école primaire de koliah.